# 夹沟农场
夹沟农场，是中国安徽省宿州市埇桥区下辖的一个乡镇级行政单位。

## 行政区划
夹沟农场共辖以下地区：
虚拟夹沟农场社区。